# Chevron winifredae
Chevron winifredae är en mossdjursart som beskrevs av Gordon 1989. Chevron winifredae ingår i släktet Chevron och familjen Phidoloporidae. Inga underarter finns listade i Catalogue of Life.